# Фердинанд Фелнер
Фердинанд Фелнер (на немски: Ferdinand Fellner) е австрийски архитект от Мюнхенската школа, работил в края на 19 и началото на 20 век. Специализирал се е главно в изграждането на театрални постройки. Съвместно с Херман Хелмер проектира и изгражда около 50 театъра в много градове в Централна и Източна Европа.

## Биография
Роден е на 19 април 1847 година във Виена, Австрийска империя. Завършва образованието си във Виена, след което няколко години работи като младши проектант в Бърно. През 1873 година във Виена, съвместно с Херман Хелмер, основава архитектурното бюро „Фелнер и Хелмер“, което проектира множество театрални постройки в Австро-Унгария, България, Румъния и Швейцария.
Творчеството на Фелнер не се ограничава в театралното строителство, той участва в работата върху хотелски постройки, обсерватории и т.н. Сред най-известните творби, в които е участва, е софийският Народен театър „Иван Вазов“.
Характерно за съвместното творчество на Фелнер и Хелмер е умелото съчетаване на стиловете рококо, барок и ренесансови мотиви с тенденциите на съвременното им архитектурно изкуство.
Умира на 22 март 1916 година във Виена на 68-годишна възраст.